# Melanoplus eremitus
Melanoplus eremitus är en insektsart som beskrevs av Strohecker 1963. Melanoplus eremitus ingår i släktet Melanoplus och familjen gräshoppor. Inga underarter finns listade i Catalogue of Life.